# Kurt Warner

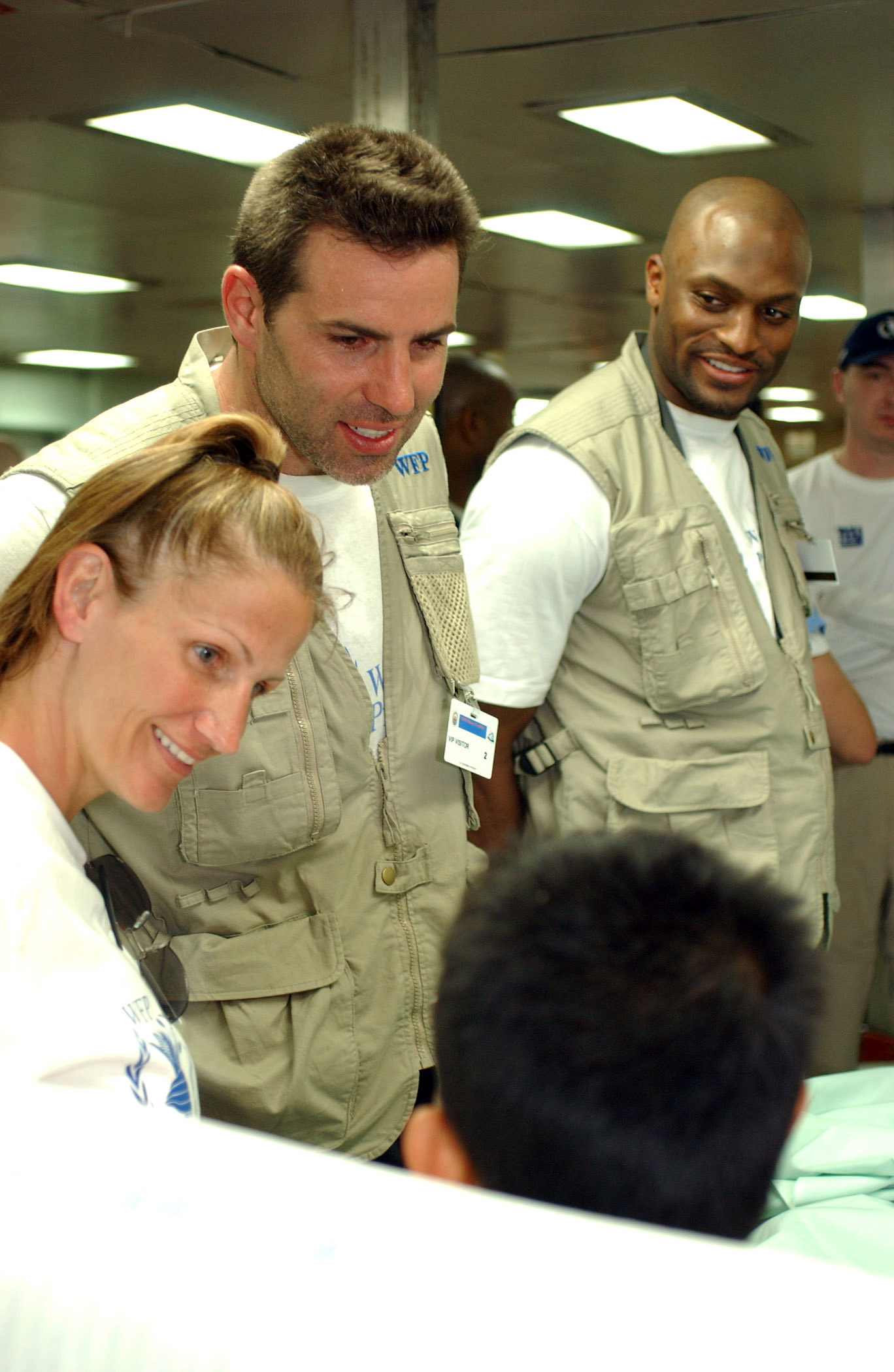
Kurt Warner (Mitte), Brenda Warner und Amani Toomer bei einem Besuch auf einem Lazarettschiff im Jahr 2005

Kurtis Eugene „Kurt“ Warner (* 22. Juni 1971 in Burlington, Iowa) ist ein ehemaliger US-amerikanischer American-Football- und Arena-Football-Spieler auf der Position des Quarterbacks. Er spielte 13 Jahre in der National Football League (NFL) und gewann mit den St. Louis Rams den Super Bowl XXXIV. Sein ungewöhnlicher Weg vom „übersehenen“ Talent, das keines der Teams der NFL haben wollte, über die Arena Football League zum Anführer einer der produktivsten Offensivreihen der NFL-Geschichte gilt als „Cinderella-Story“ (eine Geschichte von unerwartetem Erfolg eines Außenseiters) par excellence und wird in amerikanischen Sportmedien gerne erzählt, wenn anderen Sportlern Ähnliches zu gelingen scheint.
Warner wurde 2017 in die Pro Football Hall of Fame aufgenommen.

## Karriere

### College
Warner spielte College Football an der University of Northern Iowa. Über den Umweg als Spieler für die Amsterdam Admirals in der NFL Europe, einem europäischen Ableger der NFL, gelangte er schließlich 1998 in die NFL zu den St. Louis Rams.

### St. Louis Rams
Nach dem Trainingslager 1998 erhielt Warner den Platz des 3. Quarterbacks hinter dem Starting-Quarterback Tony Banks und dem Ersatzquarterback Steve Bono. In der Saison 1998 gelangen den St. Louis Rams gerade einmal vier Saisonsiege gegenüber zwölf Niederlagen. Im Laufe der Saison verletzte sich Tony Banks, so dass fortan Steve Bono als Quarterback auflief. Als Kurt Warner am letzten Spieltag erstmals das Spielfeld für die St. Louis Rams betrat, gelangen ihm in den verbliebenen Spielminuten aus elf Versuchen vier vollständige Pässe.
Zur neuen Saison wurden Banks und Bono entlassen, aber mit Trent Green von den Washington Redskins auch ein neuer Quarterback verpflichtet. So rückte Kurt Warner wieder als Ersatzmann ins zweite Glied zurück. Green verletzte sich jedoch, sodass Kurt Warner fortan Starting-Quarterback der Rams wurde.
Kurt Warner war während seiner ersten Saison so erfolgreich, dass ihm die Auszeichnung als wertvollstem Spieler der Regular Season, der NFL Most Valuable Player Award (MVP) 1999, verliehen wurde. Seine St. Louis Rams schlossen die Regular Season der NFL mit 13 Siegen gegenüber nur drei Niederlagen sehr erfolgreich ab. Dick Vermeil, der Head Coach der Rams, wurde während der Vorrunde als Trainer des Jahres ausgezeichnet.
Die Rams konnten neben den Tampa Bay Buccaneers als eines der beiden erfolgreichsten Teams in der National Football Conference (NFC) nach der Vorrunde direkt in die Divisional Play-offs einziehen. Im ersten Play-off-Spiel wurden die Minnesota Vikings mit 49:37 bezwungen. Gegner im NFC Championship Game waren im heimischen Edward Jones Dome (damals Trans World Dome) die Tampa Bay Buccaneers. In einem Spiel, das von den Defenses der beiden Teams geprägt wurde, behielten die Rams mit 11:6 die Oberhand und zogen in den Super Bowl ein.

#### Super Bowls
Gegner im Super Bowl XXXIV im Georgia Dome von Atlanta waren die Tennessee Titans, die mit 23:16 geschlagen wurden. Kurt Warner hatte wesentlichen Anteil am Erfolg der Rams, seine 414 Yards im Passspiel bedeuteten einen neuen Super-Bowl-Rekord. Zudem wurde er zum Super Bowl MVP gewählt. Damit ist Warner einer von nur sechs Spielern, die in einem Jahr sowohl zum MVP der Regular Season als auch des Super Bowls gekürt wurden.
Warner erreichte mit den St. Louis Rams auch in der Saison 2001 den Super Bowl XXXVI gegen die New England Patriots. Die favorisierten Rams verloren das Spiel allerdings durch ein Field Goal von Adam Vinatieri in den letzten Sekunden. Warner warf im Super Bowl Pässe für 365 Yards – ein Wert, der nur von seinem eigenen, zwei Jahre zurückliegenden Rekord übertroffen wurde.
Die Offense der Rams von 1999 bis 2001 um Offensive Coordinator Mike Martz, Quarterback Kurt Warner, Runningback Marshall Faulk und die Wide Receiver Issac Bruce, Torry Holt, Ricky Proehl und Az-Zahir Hakim ging, unter dem Namen The Greatest Show on Turf, als eine der erfolgreichsten in die Geschichte der NFL ein.

### New York Giants
In den Jahren 2002 und 2003 zog sich Warner einige Verletzungen zu und verlor seine Position als Starting-Quarterback an Marc Bulger. Er wurde 2004 von den Rams entlassen und unterschrieb einen Vertrag bei den New York Giants. Obwohl er gut begann, wurde er zur Saisonmitte von Head Coach Tom Coughlin durch den Rookie Eli Manning ersetzt.

### Arizona Cardinals
2005 wechselte Warner zu den Arizona Cardinals, wo er wieder Starter wurde. Nach einer weiteren Verletzung wurde er durch Josh McCown ersetzt.
Die Saison 2006 begann Warner zwar als Starter, doch Rookie Matt Leinart wurde ihm ab der vierten Woche vorgezogen.
Auch die Saison 2007 begann Warner als Backup von Leinart. Dieser verletzte sich aber schon zu Beginn der Saison, und Warner wurde wieder zum Stamm-Quarterback der Cardinals. Warner überzeugte in dieser Rolle und erzielte in der Saison 27 Touchdowns, womit er nur knapp einen Franchiserekord verpasste. Die Cardinals erreichten nicht zuletzt dank Warners Leistungen das beste Ergebnis seit Jahren und beendeten die Saison ausgeglichen mit acht Siegen und acht Niederlagen.
Für die Saison 2008 wurde erwartet, dass Coach Ken Whisenhunt auf den wesentlich jüngeren Matt Leinart als Quarterback setzen würde, doch Warner setzte sich als Starter durch. Warner führte die Cardinals mit seiner nach Quarterback Rating drittbesten Saison zunächst zum Divisionstitel in der NFC West. In den Play-offs erreichten die Cardinals dann zum ersten Mal in der Vereinsgeschichte das NFC Championship Game. Großen Anteil an diesem Erfolg hatte dabei das Zusammenspiel Warners mit seinen beiden Wide Receivern Larry Fitzgerald und Anquan Boldin, die beide über 1.000 Yards in der Regular Season durch Passfänge erzielen konnten. Das NFC Championship Game gewannen die Cardinals gegen die Philadelphia Eagles und konnten somit zum ersten Mal in ihrer Vereinsgeschichte in den Super Bowl, gegen die Pittsburgh Steelers, einziehen.

#### 3. Super Bowl
Im Super Bowl XLIII warf Kurt Warner Pässe für 377 Yards und drei Touchdowns, zwei davon auf Larry Fitzgerald. Ein Wurf führte aber auch zu einer vielleicht spielentscheidenden Interception, die vom Linebacker der Steelers, James Harrison, wenige Sekunden vor der Halbzeit für 100 Yards zu einem Touchdown zurückgetragen wurde. Wäre der Pass vollständig gewesen, so hätte der Spielstand zur Pause idealerweise 14:10 für Cardinals betragen können; so gingen sie jedoch mit einem 7:17-Rückstand gegen die Steelers in die Halbzeit und unterlagen schließlich mit 23:27.
Am 29. Januar 2010 gab Kurt Warner seinen Rücktritt bekannt, nachdem er in der Saison 2009 die Arizona Cardinals nochmals in die Play-offs führte, die dort jedoch in der Divisional Round den New Orleans Saints unterlagen.